# Santiago Castro (Fußballspieler, 2004)
Santiago Tomás Castro (* 18. September 2004 in San Martín) ist ein argentinischer Fußballspieler.

## Karriere

### Verein
Von der U20 des CA Vélez Sarsfield ging er Anfang 2021 in die Zweitvertretung über und wurde ein Jahr später ein fester Teil des Kaders der ersten Mannschaft. Seinen ersten Ligaeinsatz erhielt er dann Anfang August des Jahres 2021. Im nächsten Jahr sammelte er mit seiner Mannschaft auch noch zwei Kurzeinsätze beim Copa Libertadores. Ab der Saison 2022 kam er in der Liga dann auch häufiger zum Einsatz. Für eine Ablöse von 12 Mio. € verließ er Ende Januar 2024 seinen Jugendklub dann Richtung Italien, wo er sich dem FC Bologna anschloss. Damit wurde er zum zu dieser Zeit Drittwertvollsten Abgang in der Geschichte des Klubs und steht damit auf einer Stufe mit Ricardo Álvarez welcher Vélez in der Saison 2011/12 ebenfalls nach Italien verließ.

### Nationalmannschaft
Nach einem Freundschaftsspieleinsatz mit der argentinischen U16 im Dezember 2019 bestritt er ab Mai 2022 erste Freundschaftsspiele mit der U20 (in welchen er vier Tore und eine Vorlage erzielte) und war dann auch bei der Südamerikameisterschaft 2023 dabei, wo er jedoch nur in zwei Spielen zum Einsatz kam.
Im Oktober 2023 wurde er erstmals für die U23 für die Vorbereitung vor dem Qualifikationsturnier für Olympia nominiert. Dort kam er auch zwei Mal zum Einsatz und erzielte ein Tor. Bei dem Turnier selbst war er auch in jeder Partie aktiv und erzielte ein weiteres Tor sowie eine Vorlage. Am Ende landete er mit seinem Team hier auf dem zweiten Platz der Endgruppe und qualifizierte sich so für die Spiele in Paris.

## Erfolge
FC Bologna
- Italienischer Pokalsieger: 2024/25